# آرامگاه شیخ ابوالمفاخر
مقبره شیخ ابوالمفاخر مربوط به سدهٔ سیزدهم است و در ۲ کیلومتری جنوب شهرستان قائنات واقع شده و این اثر در تاریخ ۲۳ مرداد ۱۳۷۸ با شمارهٔ ثبت ۲۳۷۷ به‌عنوان یکی از آثار ملی ایران به ثبت رسیده‌است.

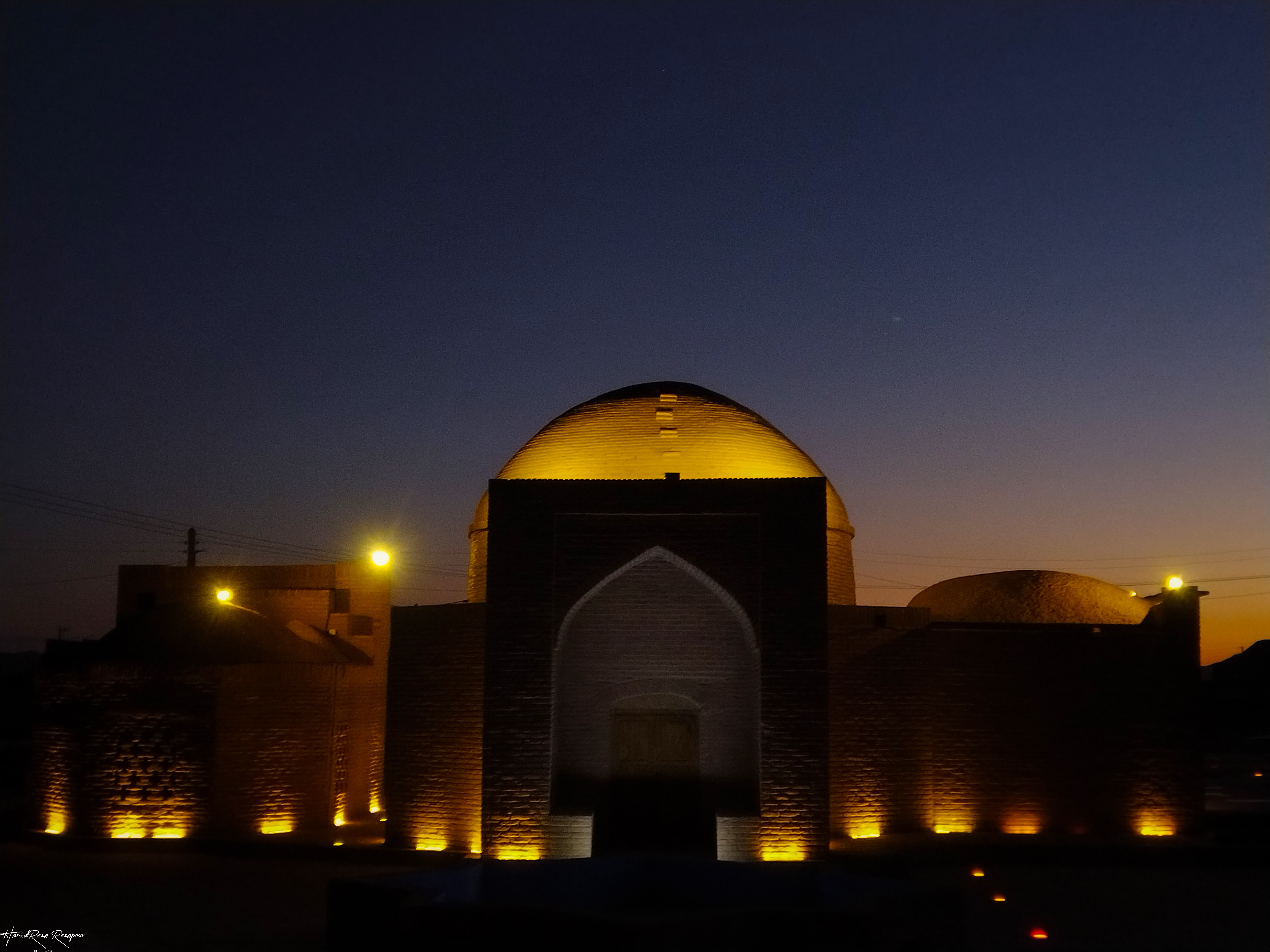

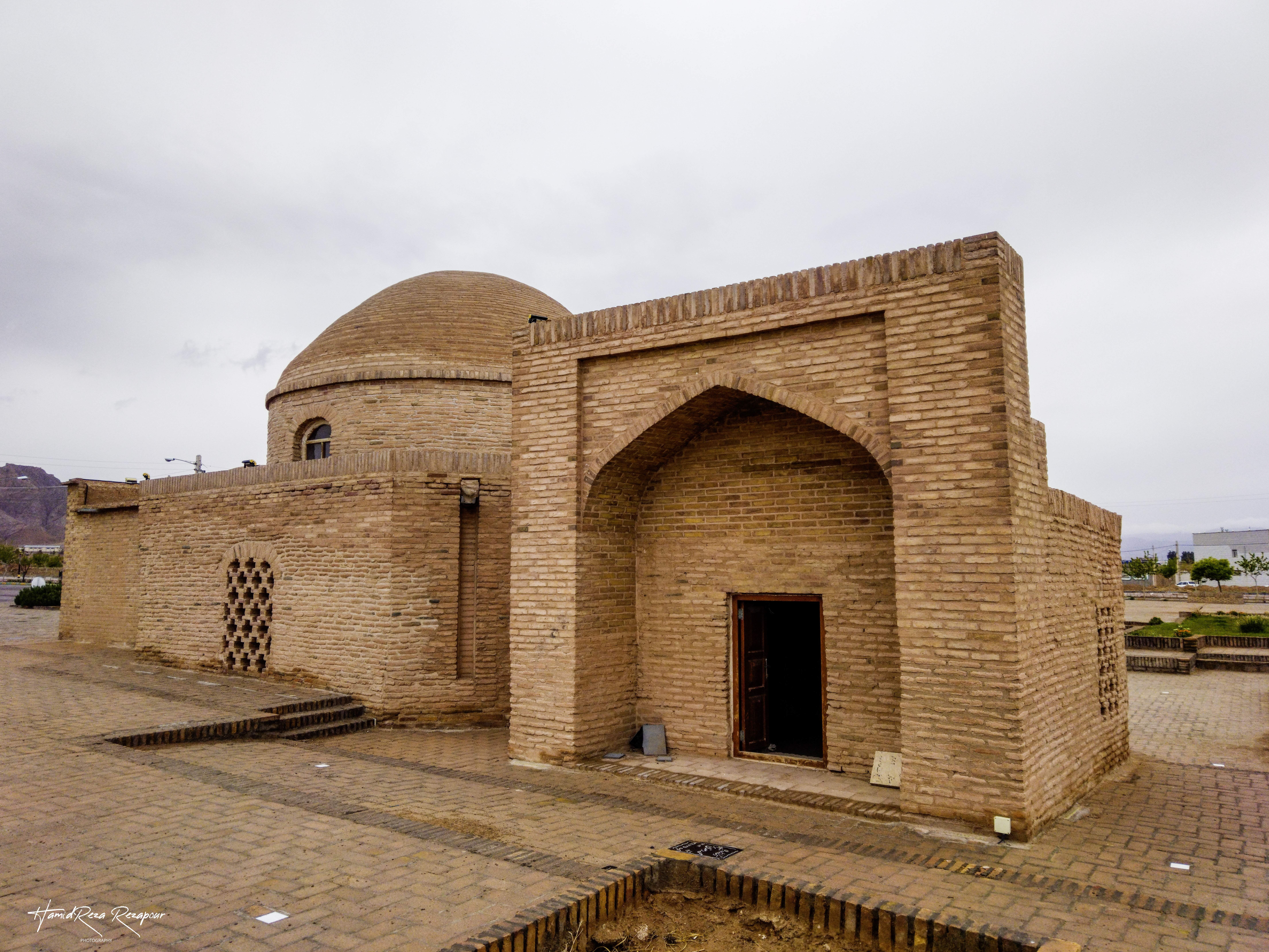
مقبره دختر یکی از حکام شهر قاین به نام ابو تراب، حدود ۱٫۵ متری مقبره ابوالمفاخر، مربوط به دوره صفویه ؛

بنای فعلی مقبره ظاهراً بر روی ویرانه‌های بنای قبلی و در داخل قبرستان و مزرعه بلهری احداث شد این بنا دارای پلان چهار طاقی است که با مصالح آجر ساخته شده‌است بنا فاقد سنگ لوح یا کتیبه است و از سادگی خاصی بر خوردار است این اثر به فاصله حدود ۱٫۵ متری این بنا مقبره دیگری وجود دارد که از قدمت بیشتر بر خوردار است و به دوره صفویه تعلق دارد بنا به اظهارات مطلعین محلی این مقبره متعلق به دختر یکی از حکام شهر قاین به نام ابو تراب بوده‌است.

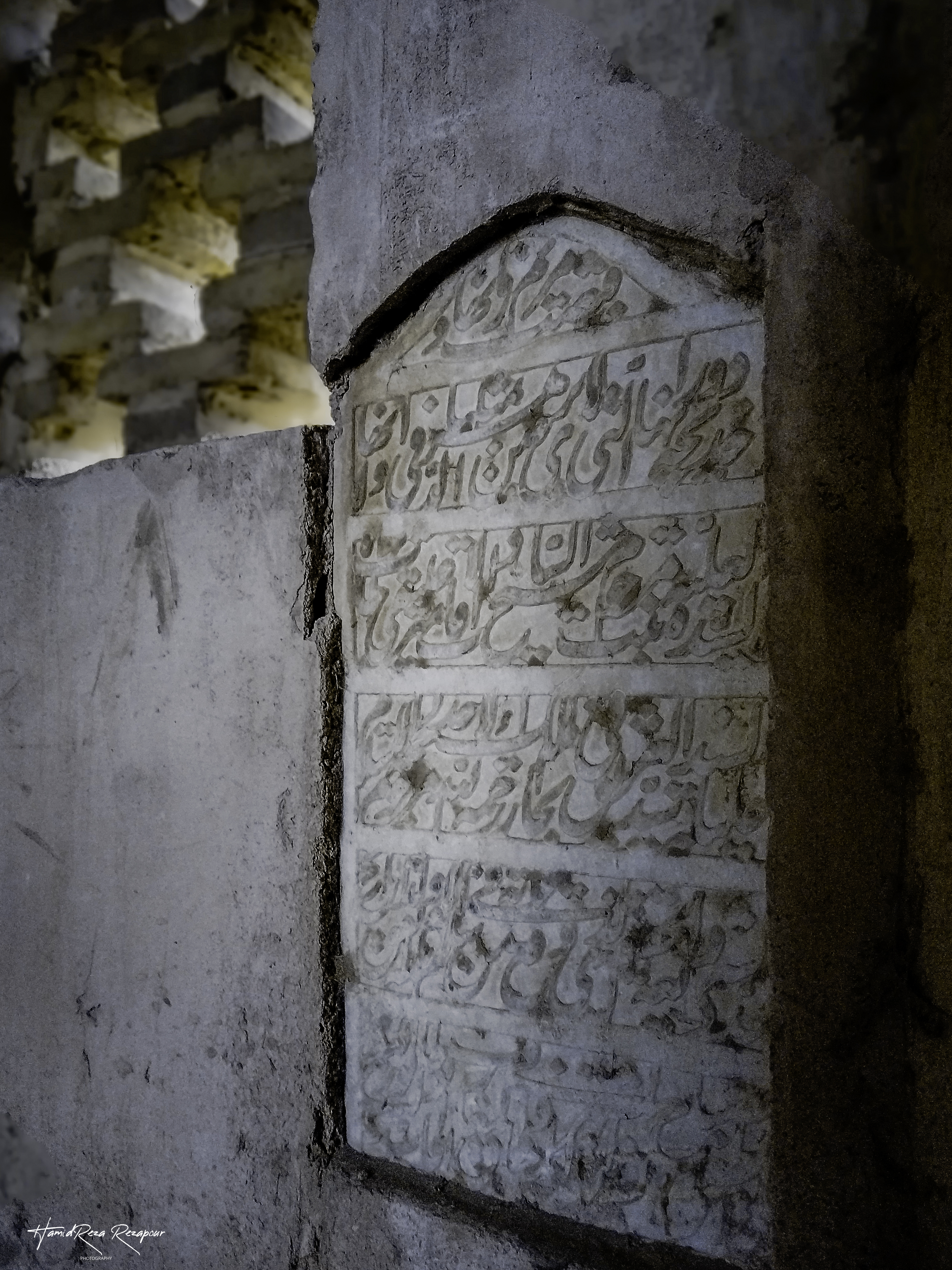
سنگ لوح مقبره دختر یکی از حکام شهر قاین به نام ابو تراب،